# Elektronenaffiniteit
De elektronenaffiniteit van een atoom of molecuul, aangeduid door {\displaystyle E_{ea}} of {\displaystyle A}, is de elektrische energie die vrijkomt als het deeltje een elektron opneemt:
{\displaystyle \mathrm {X\ +\ e^{-}\longrightarrow \ X^{-}} }
De tekenconventie voor de elektronenaffiniteit is tegengesteld aan de meeste thermodynamische grootheden. Een positieve elektronenaffiniteit betekent dat er energie vrijkomt bij de opname van het elektron.
Alle elementen hebben een positieve elektronenaffiniteit. In oudere teksten staat soms vermeld dat sommige elementen, zoals edelgassen, een negatieve elektronenaffiniteit hebben, maar dat zou betekenen dat ze elektronen afstoten. Deeltjes die als anion relatief stabieler zijn dan in neutraal geladen staat hebben een minder hoge elektronenaffiniteit. Chloor is het element met de grootste aantrekking van elektronen (347 kJ/mol) en kwik trekt het minst (0 kJ/mol). De elektronenaffiniteit van edelgassen ligt ook dicht bij 0 kJ/mol.
Alhoewel de elektronenaffiniteiten op een chaotische manier variëren in het periodiek systeem, bestaat er toch een zeker patroon. Over het algemeen hebben niet-metalen een grotere elektronenaffiniteit dan metalen. De ionisatiepotentiaal is de elektrische potentiaal die nodig is om een vrij atoom of een molecuul juist een elektron te doen verliezen.